# Jean Fayeton
Jean Fayeton né le 29 mars 1908 à Suresnes, mort le 17 février 1968 est un ingénieur des arts et manufactures et un architecte français.

## Biographie
Diplômé en 1931 de l'École centrale des arts et manufactures de Paris, il est mobilisé en septembre 1939 et fait prisonnier de 1940 à 1942. En 1947, reçu premier au concours d'architecte des bâtiments civils et palais nationaux (BCPN), il est nommé architecte ordinaire aux Archives nationales, à l'École centrale des arts et manufactures et au Conservatoire national des arts et métiers. Il est architecte en chef des bâtiments civils et palais nationaux. Il réalise de nombreux immeubles de logements, des écoles, des centrales thermiques, des usines et autres bâtiments de bureaux.

## Réalisations

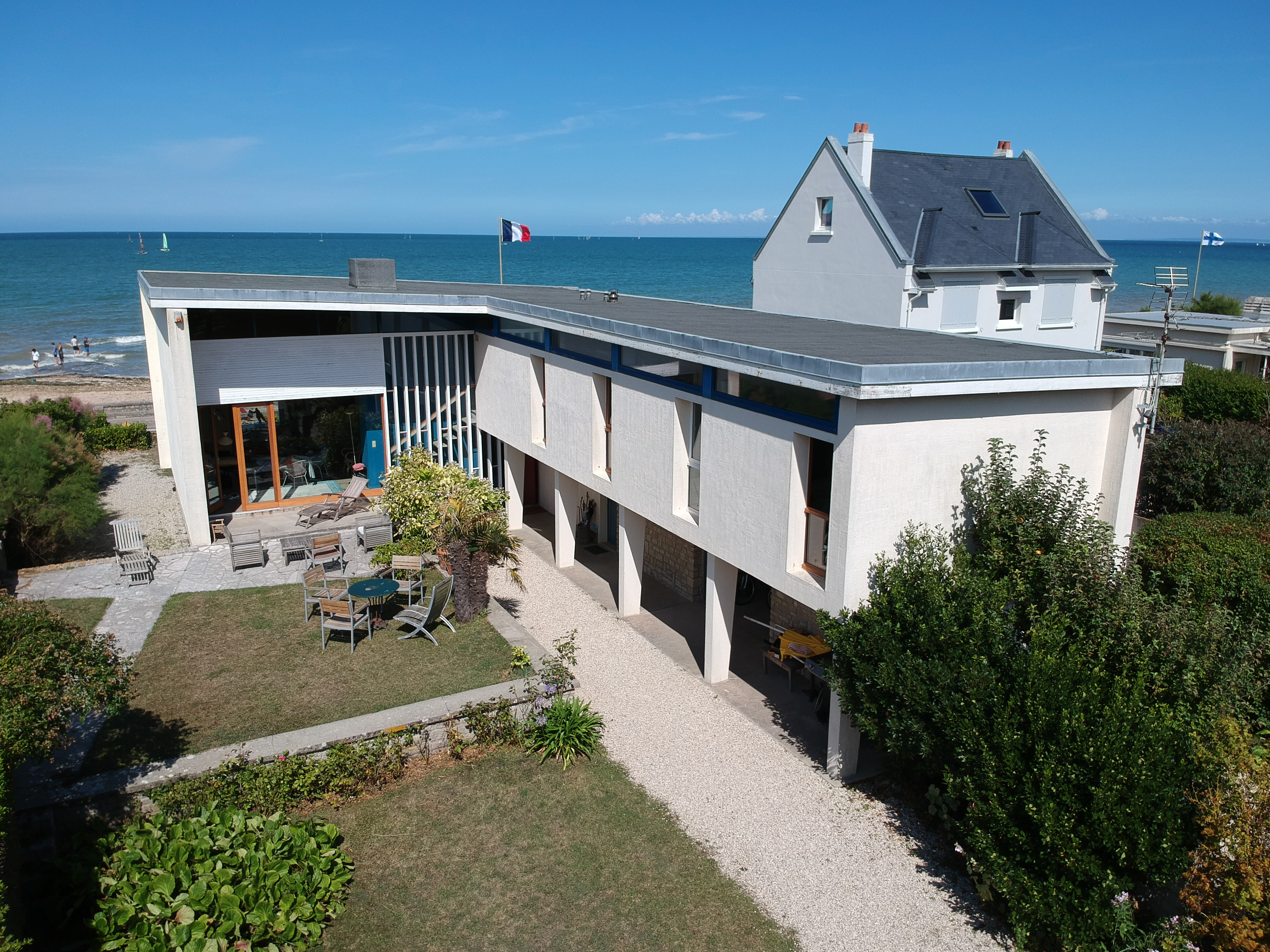
Nova Stella, villa personnelle de l'architecte ingénieur Jean Fayeton en bord de mer dans le Calvados, France

On lui doit notamment le siège social de l'Union des industries minières (avenue de Wagram), l'École centrale Paris à Châtenay-Malabry, la ZUP des Provinces à Laxou, Le Grand Pavois de Paris et le pont d'Aquitaine.
- 1948 : Centrale Émile-Huchet a Carling (Moselle);
- 1949 : Centrale thermique de Grosbliederstroff (Moselle), détruite en 1990;
- 1949-1950 : immeuble des Docks (60 logements), rue Pierre-Chirol à Rouen ;
- 1952 : reconstruction de la Nova Stella, villa en bord de mer à Saint-Aubin-sur-Mer (Calvados), reconstruite avec les dommages de guerre pour son usage personnel;
- 1964 : chapelle Sainte Jeanne d'Arc à Verdun (Meuse), labellisée Architecture contemporaine remarquable